# 皆神陽太
皆神 陽太（みなかみ ようた、1993年3月7日 - ）は、日本のファゴット奏者。

## 略歴
小学生のときリコーダーに触れ楽器の魅力に気づいたことをきっかけに、他の楽器への興味も湧いたことから吹奏楽部へ入部。しかし本人の希望ではないチューバをあてがわれ、その重量や息の続かなさを理由に気持ちが離れてしまい、一年程で中途退部する。
その後、進学先のひたちなか市立佐野中学校の学校説明会へ行った際、音楽室から聞こえてきた音楽に気づいた母親から「見学だけでもしてきたら」と勧められ、その場で初めてファゴットを目にする。ファゴットの造形に惹かれるとともに、試しに吹いてみたところ一発で音が出たためそれが嬉しく、これをきっかけとして中学校でも吹奏楽部へ入部。
2011年に佐和高等学校普通科を卒業し、2015年には東京藝術大学音楽学部器楽科ファゴット専攻を卒業。
ファゴットを岡崎耕治、吉田將に師事。

## 所属
- 東京シティ・フィルハーモニック管弦楽団 首席ファゴット奏者
- ぱんだウインドオーケストラ 副コンサートマスター
- ピアニスト反田恭平率いるジャパンナショナルオーケストラ コアメンバー
- 洗足学園音楽大学 非常勤講師(管楽器講師)[2]
- 長野県小諸高等学校音楽科 非常勤講師(ファゴット専任講師)
- ティアラこうとうジュニアオーケストラ
- 斎藤記念オーケストラ
- 水戸室内管弦楽団
- いばらき文化振興財団登録アーティスト

## 主な受賞歴等
- 2015年 - 東京藝術大学音楽学部器楽科ファゴット専攻卒業時、東京藝術大学同声会賞
- 2015年 - 小澤征爾音楽塾オーケストラプロジェクトⅡ参加
- 2015年 - 第41回茨城県新人演奏会新人賞（最高位）[3]
- 2015年 - 第13回東京音楽コンクール木管部門入選、本選会においてA.ジョリヴェ作曲/コンチェルトを新日本フィルハーモニー交響楽団と共演[4]。
- 2016年 - 第33回日本管打楽器コンクールファゴット部門入選[5]
- 2017年〜 - 宮崎国際音楽祭客演（首席奏者）

## 人物
- 一族に音楽家はいない。
- King Gnuのギターボーカル常田大希とは大学の同窓。
- 最も好きな作曲家は、ジャコモ・プッチーニ。演奏している際、人の心に訴えかける作品が多いと感じることが理由。
- お気に入りの曲は、ペーター・ヴイッチュ作曲コンチェルティーノ[6]。